# چتانیا ادیب
چتانیا ادیب (انگلیسی: Chetanya Adib؛ زادهٔ ۱۰ نوامبر ۱۹۷۱) یک هنرپیشه، و خواننده اهل هند است.
از فیلم‌هایی که وی در آن نقش داشته‌است می‌توان به تاریخچه خون و ویراپان اشاره کرد.